# Alto Alegre do Pindaré
Pour les articles homonymes, voir Alto Alegre.
Alto Alegre do Pindaré est une municipalité brésilienne située dans l'État du Maranhão.